# Basildon
Basildon ist eine Stadt im gleichnamigen Distrikt in Essex im Osten Englands. Sie befindet sich rund 40 km nordöstlich von London.

## Geschichte
Basildon wurde bereits 1086 im Domesday Book als Behoter erwähnt. In der Nähe des Ortes, in den Billericay’s Norsey Woods, besiegte König Richard II. die Kämpfer der Bauernerhebung von 1381 am 28. Juni endgültig. In Billericay versammelten sich 1620 auch die Pilgerväter vor ihrer Abreise in die Neue Welt. 1855 erhielt die Gemeinde Pitsea einen Eisenbahnanschluss, 1888 wurden die Bahnhöfe in Laindon und Wickford Railway erbaut. Im Gebiet des heutigen Basildon lebten noch 1851 gerade einmal 707 Einwohner, 1921, nachdem inzwischen auch Telefonanschluss bestand, waren es 4.489, zehn Jahre später 12.986. 1936 wurde die Verkehrsanbindung durch die A137 von London nach Southend-on-Sea verbessert. 1946 wurde in Basildon ein Fußball- und 1948 ein Cricket-Club gegründet.
1949 erhielt Basildon den Status einer „New Town“, d. h., sie wurde als Planstadt gefördert mit dem Ziel, die Ansiedlung vor allem von Londonern zu erleichtern. Diese New Town entstand aus der alten Gemeinde Basildon und den kleineren Gemeinden Pitsea, Laindon und Vange.
1964 errichtete Ford ein Traktorenwerk in der Stadt. Dort werden heute Traktoren des CNH-Konzerns produziert. 1971 eröffnete eine Filiale von Marks and Spencer.

## Städtepartnerschaften
- Gweru, Simbabwe
- Heiligenhaus, Deutschland
- Meaux, Frankreich

## Persönlichkeiten

### In Basildon geboren
- Nathaniel Woodard (1811–1891) – Priester der Kirche von England, Gründer von elf Schulen
- Eamonn Martin (* 1958) – Langstreckenläufer, letzter einheimischer Gewinner des London-Marathons
- Justin Edinburgh (1969–2019) – Fußballspieler und -trainer
- Stuart Bingham (* 1976) – professioneller Snookerspieler
- Jay Howard (* 1981) – Autorennfahrer
- Casey Stoney (* 1982) – Fußballspielerin
- Freddy Eastwood (* 1983) – Fußballspieler romanischer Herkunft
- Luke Jermay (* 1985) – Zauberkünstler und Mentalist
- Chris Moorman (* 1985) – Pokerspieler
- Michael Kightly (* 1986) – Fußballspieler
- James Tomkins (* 1989) – Fußballspieler

### Weitere Persönlichkeiten
- Vince Clarke (* 1960) – Gründungsmitglied von Depeche Mode, Yazoo und Erasure
- Andrew Fletcher (1961–2022) – Keyboarder von Depeche Mode
- Martin Gore (* 1961) – Komponist, Gitarrist und Keyboarder von Depeche Mode
- Dave Gahan (* 1962) – Sänger und Frontman von Depeche Mode
- Alison Moyet (* 1961) – Sängerin
- Gemma Ray (* 1980) – Sängerin
- Ireen Sheer (* 1949) – Sängerin
- Rodney David Wingfield (1928–2007) – Schriftsteller und Autor von Kriminalhörspielen